# Hipparchia euryanax
Hipparchia euryanax är en fjärilsart som beskrevs av Hans Fruhstorfer 1909. Hipparchia euryanax ingår i släktet Hipparchia och familjen praktfjärilar. Inga underarter finns listade i Catalogue of Life.